# 皮埃尔·杰马耶勒
皮埃尔·阿明·杰马耶勒（阿拉伯語：بيار أمين الجميّل；1905年11月6日—1984年8月29日）是黎巴嫩政治领袖。他是一名马龙派天主教徒，黎巴嫩长枪党的创始人，议会权力掮客，也是巴希尔·杰马耶勒和阿明·杰马耶勒的父亲，两人都在他有生之年当选为共和国总统。
他反对法国对黎巴嫩的托管，主张建立一个不受外国控制的独立国家。
在1930年代他也从事足球事业，担任黎巴嫩国家队队长。他还成为第一位执法国际比赛的黎巴嫩足球裁判，并在1935年至1939年间担任黎巴嫩足协第二任主席。

## 早年生活和教育
皮埃尔·杰马耶勒1905年11月6日出生于黎巴嫩比克法亚的一个马龙派家庭。他的父亲阿明·巴希尔·杰马耶勒（又名阿布·阿里）因反对奥斯曼帝国统治于1914年被判处死刑，随后与叔叔逃往埃及，第一次世界大战结束后才返回黎巴嫩。
杰马耶勒在耶稣会学校接受教育。后来，他在贝鲁特法国医学院学习药剂学，后来在那里开了一家药店。他在巴勒斯坦海法也拥有一家药店。

### 在足球比赛中

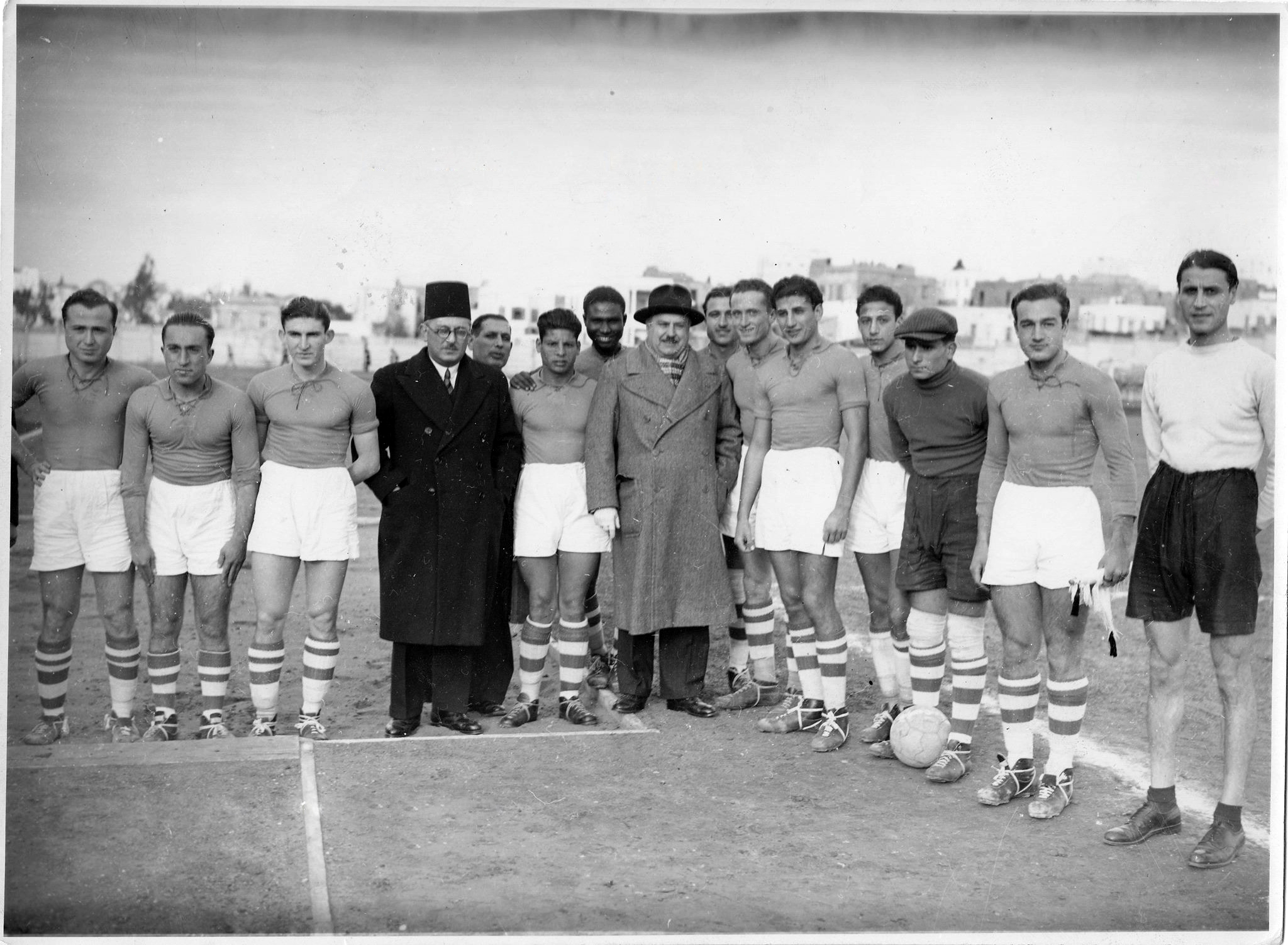
1937年，皮埃尔·杰马耶勒 (Pierre Gemayel)（最右）在贝鲁特对阵奥地利俱乐部维也纳阿德米拉 (Admira Vienna) 的友谊赛前

杰马耶勒还对体育感兴趣，喜欢踢足球。1935年，他成为黎巴嫩足球协会（LFA）主席；同年，他成为黎巴嫩第一位执法国际比赛的裁判。作为黎巴嫩国家队队长，杰马耶勒与前黎巴嫩足球协会主席侯赛因·塞贾恩一起参加了1936年柏林奥运会。他一直担任黎巴嫩足球协会主席直到1939年。

## 长枪党
1936年，杰马耶勒从欧洲返回黎巴嫩后，与乔治·纳卡什 (Georges Naqqache)、夏尔·赫卢 (Charles Helou)、沙菲克·纳西夫 (Chafic Nassif) 和哈米德·弗朗吉亚 (Hamid Franjieh，后来由埃米尔·亚雷德 (Emile Yared) 取代) 一起，成立了黎巴嫩长枪党 (Al Kataeb Al Loubnaniyyah Party，简称长枪党)，该党模仿了他在那里观察到的西班牙和意大利法西斯政党。
长枪党的创始人都是年轻、受过法国教育的中产阶级专业人士，致力于建立独立的、西方化的黎巴嫩。
在黎巴嫩独立前后的几年里，杰马耶勒和长枪党的影响力有限。1937年，长枪党在法国的强行解散下幸存下来，并于1943年参加了反对法国托管的起义。尽管其成员人数达到35,000人，但长枪党在黎巴嫩政治中仍处于边缘地位。 
在1958 年的内战中，杰马耶勒成为右翼民族主义（主要是基督教）运动的领袖，反对纳赛尔主义和阿拉伯民族主义煽动推翻卡米耶·夏蒙总统政府的企图，并支持外国军队重返黎巴嫩。战争结束后，杰马耶勒被任命为四人联合政府的内阁部长。两年后，杰马耶勒当选为国民议会议员，来自贝鲁特选区，并终身担任该席位。1958年，杰马耶勒被任命为当时的总理拉希德·卡拉米的副手。
到20世纪60年代末，长枪党在国民议会中占有9个席位，成为黎巴嫩以分裂和派系斗争著称的议会中最大的党派之一。尽管杰马耶勒在1964年和1970年竞选总统均以失败告终，但他在余下的25年中仍断断续续地担任内阁职务。例如，他于1960年至1961年和1968年担任财政部长，并于1970年担任公共工程部长。

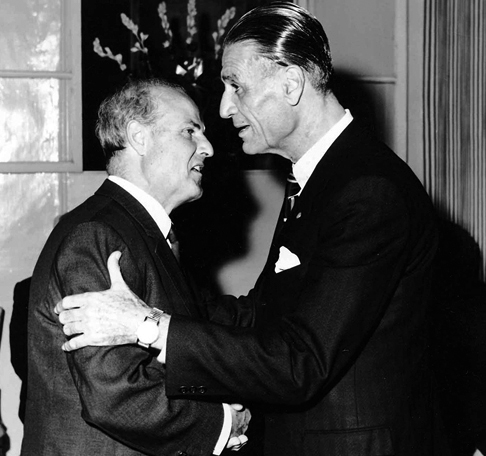
皮埃尔·杰马耶勒（右）与长枪党安全委员会主席威廉·哈维（左）

黎巴嫩长期以来一直是以阿冲突的战场，杰马耶勒的立场始终坚定不移，主张黎巴嫩脱离其他阿拉伯国家，与法国和西方建立联系。他反对巴勒斯坦难民的存在。他的支持者认为这是力量和爱国主义的象征，而他的反对者则认为这是不合逻辑的。
在国际社会的巨大压力下，杰马耶勒勉强签署了1969年《开罗协议》，该协议允许巴勒斯坦游击队在黎巴嫩领土上建立基地，从那里对以色列采取行动。他后来为自己的行为辩护，称黎巴嫩其实别无选择。20世纪70年代，他开始反对巴勒斯坦武装在黎巴嫩的存在。长枪党成立了一个由威廉·哈维领导的军事安全委员会，在哈维被暗杀后，该委员会由杰马耶勒的儿子巴希尔·杰马耶勒指挥。
杰马耶勒还改变了对叙利亚干预1975年至1990年黎巴嫩内战的立场。他最初欢迎叙利亚站在基督教徒一边、反对黎巴嫩民族运动，但他很快确信叙利亚占领黎巴嫩是出于自身原因。
1976年，他与其他主要信奉基督教的领导人（包括前总统卡米耶·夏蒙、外交官夏尔·马利克和雪松守护者领袖艾蒂安·萨克尔）联手对抗叙利亚人。1978年10月11日，杰马耶勒强烈谴责叙利亚的军事存在，黎巴嫩阵线与黎巴嫩正规军联合，在“百日战争”中成功击败叙利亚军队。
1979年6月4日，有人试图暗杀皮埃尔·杰马耶勒。而在前一个月，即5月13日，其子阿明·杰马耶勒也躲过了一次暗杀。

## 晚年与逝世

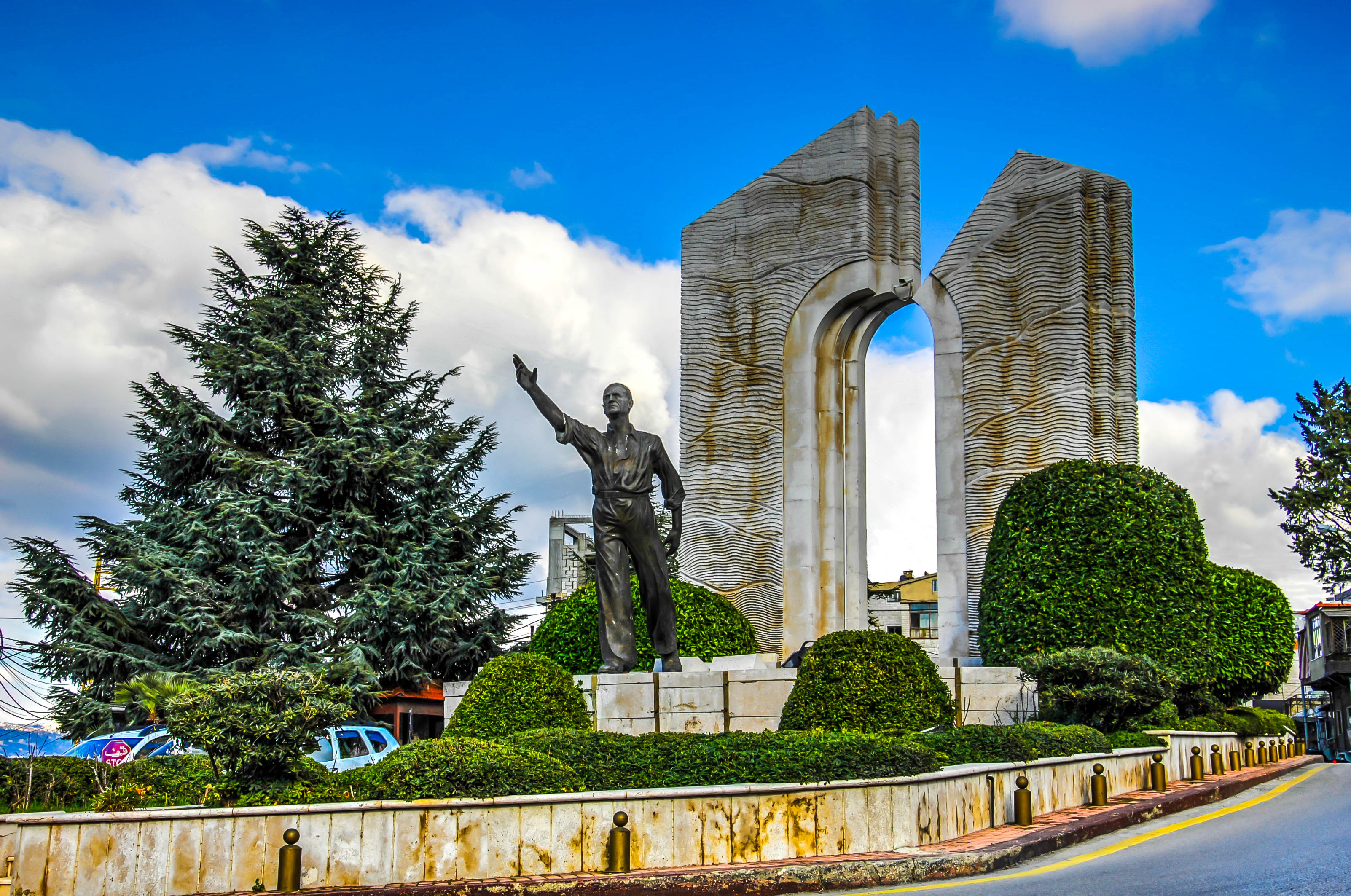
位于杰马耶勒家乡黎巴嫩比克法亚的谢赫皮埃尔杰马耶勒纪念馆

1982年8月23日，杰马耶勒的小儿子巴希尔·杰马耶勒当选为黎巴嫩总统，但他却在9月14日，即就职典礼前九天遭暗杀。巴希尔的哥哥阿明·杰马耶勒当选为继任者。皮埃尔·杰马耶勒本人最初没有加入阿明·杰马耶勒的政府，但在1984年初，在参加了在日内瓦和瑞士洛桑举行的旨在结束内战和1982年以色列军队对该国的占领的两次会议后，他同意在1984年5月由拉希德·卡拉米组建的民族团结内阁中任职，担任卫生和通信部长。
1984年8月29日，杰马耶勒在比克法亚因心脏病发作去世，当时还在任的他享年78岁。8月30日，杰马耶勒的遗体被安葬在比克法亚巴希尔·杰马耶勒墓旁。

## 个人生活

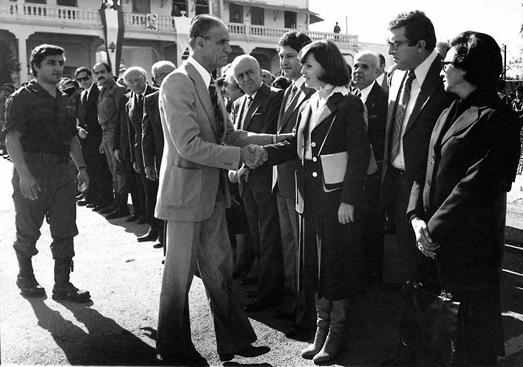
1977年，巴希尔·杰马耶勒与其父亲皮埃尔·杰马耶勒以及威廉·哈维的家人出席卡塔布周年纪念活动

杰马耶勒与吉纳维芙·杰马耶勒结婚，1984年8月庆祝了他们的50周年结婚纪念日。他们有六个孩子。他的小儿子巴希尔·杰马耶勒在当选总统后于1982年9月14日遇刺身亡。他的孙子皮埃尔·阿明·杰马耶勒，时任工业部长，也于2006年11月21日遇刺身亡。皮埃尔·杰马耶勒的其他几位后代，包括两个孙子，也在内战期间被谋杀。